# 공용석
공용석(1995년 11월 15일 ~ )은 대한민국의 축구 선수이며 포지션은 미드필더이다.